# WEG NE 81

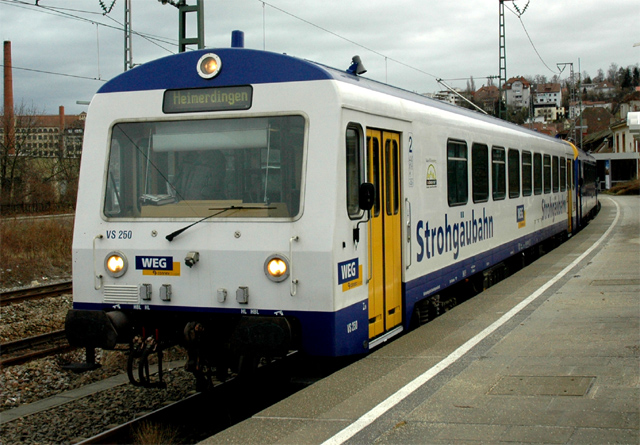
WEG VS 250 op 15 februari 2006 te Stuttgart Feuerbach

De VT / VS 400, ook wel Nichtbundeseigenen Eisenbahnen genoemd, is een dieseltreinstel, voor het regionaal personenvervoer van de Württembergische Eisenbahn-Gesellschaft mbH (WEG). VT is de afkorting voor motorwagen, VS voor stuurstandwagen en VB voor tussenwagen (bijwagen).

## Geschiedenis
De trein werd tussen 1979 en 1980 door een samenwerking tussen Orenstein & Koppel en Waggon-Union als een vierassige motor wagen geschikt voor eenmansbediening. Deze motorwagen was ook geschikt om een of meer personenwagens of goederenwagens mee te kunnen nemen. Ook werden er bijwagens en wagens met stuurstand gebouwd.
De Württembergische Eisenbahn-Gesellschaft werd op 13 mei i 1899 in Stuttgart opgericht. Er werd tot 1907 gebouwd aan lokaal spoorlijnen in Württemberg.
De volgende voertuigen werden overgenomen.
- SWEG: VT 123 in 1999 als onderdelenleverancier
- AVG: VS 471 in 2004 als WEG VS 471 en in 2005 vernummerd in VS 201
- AVG: VB 477 in 2004 als WEG VB 477 en in 2005 vernummerd in VB 241
- Wieslauftalbahn: VT 420 in 2001 als WEG VT 420

Het volgende voertuig werd overgenomen door:
- WEG VT 411: naar NOB als VT 411 op het traject Niebüll en Tønder.

## Constructie en techniek
Het treinstel is opgebouwd uit een stalen frame. Deze treinstellen kunnen tot drie stuks gecombineerd rijden.

## Treindiensten
De treinen worden/werden door Württembergische Eisenbahn-Gesellschaft (WEG) ingezet op de volgende trajecten:
- Tälesbahn: Spoorlijn Nürtingen – Neuffen
- Strohgäubahn: Spoorlijn Korntal – Weissach
- Wieslauftalbahn: Spoorlijn Schorndorf – Rudersberg
- Schönbuchbahn: Spoorlijn Böblingen – Dettenhausen